# Moritz Carrière

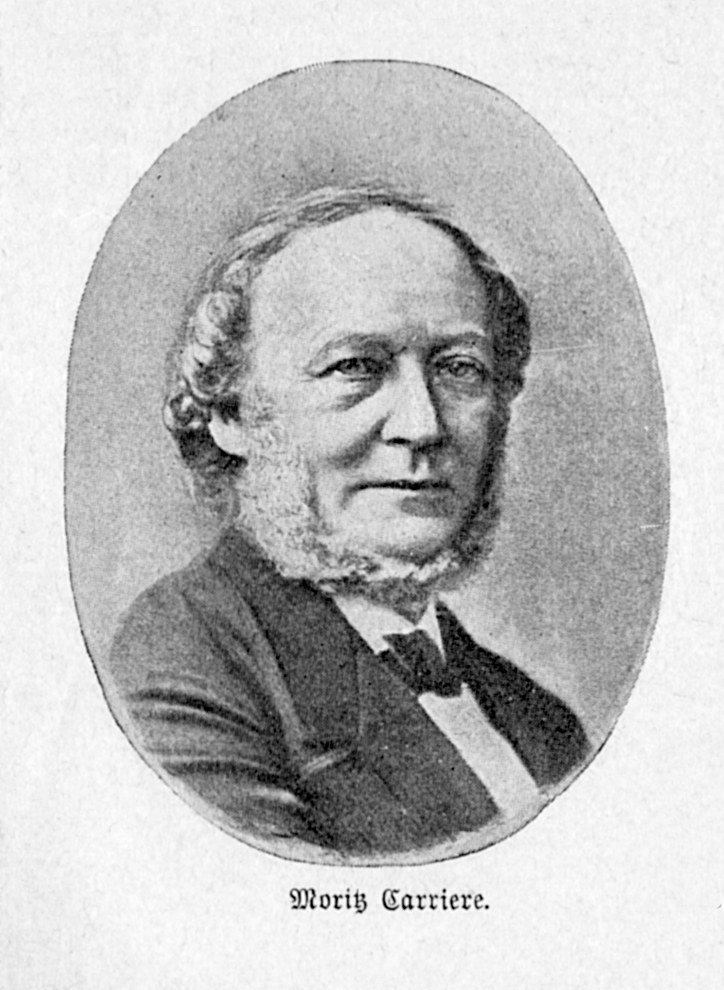
Moriz Carrière en 1896

Moriz Carrière (5 de marzo de 1817 – 19 de enero de 1895) fue un filósofo e historiador alemán.
Carrière nació en Griedel, cerca de Darmstadt, Alemania. Después de estudiar en Giessen, Gotinga y Berlín, pasó algunos años en Italia estudiando Bellas Artes y, en 1842, se estableció en Giessen como profesor de filosofía En 1853, fue nombrado profesor en la Universidad de Múnich, donde impartió principalmente conferencias sobre estética. Además, en la academia de Múnich, dio clases de historia del arte.
Carrière contribuyó en gran medida a hacer que la idea de la unidad alemana fuera más aceptable para los alemanes del sur. Se identificó con la escuela del joven Fichte como alguien que sostenía una visión teísta del mundo, buscando reconciliar el deísmo con el panteísmo,  así como el cristianismo con la ciencia, el arte y la historia, y se oponía al ultramontanismo. Defendió la conversión de la Catedral de Colonia en una iglesia libre. Aunque no era un seguidor obstinado de formas y prejuicios anticuados, defendía firmemente las verdades fundamentales del cristianismo.
Carrière murió en Múnich el 19 de enero de 1895.

## Obras
- Esthetik (Leipzig, 1859; 3.ª edición, 1885), complementado por Die Kunst im Zusammenhang der Kulturentwicklung und der Ideale der Menschheit (3.ª edición, 1877-1886). Esta última es citada por algunos como su obra más célebre.[1]
- Die philosophische Weltanschauung der Reformationszeit (La visión filosófica del mundo en la época de la Reforma) (Stuttgart, 1847; 2.ª edición, Leipzig, 1886).
- Die sittliche Weltordnung (El orden moral del mundo) (Leipzig, 1877; 2.ª edición, 1891). En esta obra, reconoció tanto la inmutabilidad de las leyes de la naturaleza como la libertad de la voluntad. Describió su visión del mundo y de la vida como real-idealismo. [1]

Tradujo al alemán las cartas de Abélard y Héloïse, y compuso un poema sobre la última noche de los girondinos.  Su ensayo sobre Cromwell (en Lebensskizzen, 1890) desarrolla sus ideas liberales y puede considerarse su confesión política de fe. Preparó ediciones comentadas de Fausto de Goethe y Guillermo Tell de Schiller. Durante la Guerra Franco-Prusiana, impartió conferencias sobre Die sittliche Weltordnung in den Zeichen und Aufgaben unserer Zeit (El orden moral del mundo en los signos y tareas de nuestro tiempo) (Múnich, 1870) y sobre Deutsche Geisteshelden im Elsass (Héroes intelectuales alemanes en Alsacia) (1871). Sus obras completas fueron publicadas en Leipzig en 14 volúmenes entre 1886 y 1894.